# Nizam
Nizam (urdu: نظام‌), en kortare version av Nizam-ul-Mulk (urdu: نظام‌الملک), var titeln på ledarna i den furstliga Hyderabad-staten, som existerade från 1724 till 1949. De tillhörde Asaf Jah-dynastin, grundad av Mir Qamar-ud-Din Siddiqi (Asaf Jah I) år 1720.
Asaf Jah-dynastin hade sitt ursprung i området runt Samarkand. I släkten fanns bland annat en Sayyid (ättling till Profeten Muhammed). På 1600-talet kom familjen till Indien från Bagdad, där den sedan tidigare var etablerad.
Asaf Jah I regerade först på uppdrag av mogulerna, men efter Aurangzebs död 1707 försvagades mogulernas makt och Asaf Jah förklarade sig självständig. Senare, när britterna nådde överhöghet över Indien, fick Asaf Jah-dynastin fortsätta regera som "klienter" och behöll den inre makten i Hyderabad-staten. 
År 1947, när Indiska Unionen formades och Pakistan bildade en egen stat, ville den dåvarande nizamen Osman Ali Khan (Asaf Jah VII) inte tillhöra någon av staterna, utan behålla Hyderabads självständighet. Det följande året tvingades Hyderabad dock in i Indiska Unionen då den indiska regeringen tillgrep militärt våld i vad som blev känt som Operation Polo.

## Lista över nizamer
1. Qamar-ud-din Khan, Asaf Jah I (1720–1748)
2. Mir Ahmed Ali Khan Siddiqi, Nizam-ud-Dowlah Nasir Jang (1748–1750)
3. Nawab Hidayat Mohi-ud-din Sa'adu'llah Khan Bahadur, Muzaffar Jang (1750–1751)
4. Nawab Syed Mohammed Khan Siddiqi, Amir ul Mulk, Salabat Jang (1751–1762)
5. Nawab Mir Nizam Ali Khan Siddiqi Bahadur, Nizam ul Mulk, Asaf Jah II (1762–1803)
6. Nawab Mir Akbar Ali Khan Sikandar Jah Siddiqi, Asaf Jah III (1803–1829)
7. Nawab Mir Farkhonda Ali Khan Siddiqi Nasir-ud-Daulah, Asaf Jah IV (1829–1857)
8. Nawab Mir Tahniat Ali Khan Siddiqi Afzal ud Daulah, Asaf Jah V (1857–1869)
9. Fateh Jang Nawab Mir Mahboob Ali Khan Siddiqi, Asaf Jah VI (1869–1911)
10. Fateh Jang Nawab Mir Osman Ali Khan Siddiqi, Asaf Jah VII (1911–1967)
11. Barkat Ali Khan Mukarram Jah Asaf Jah VIII (1967– )